# 랑스킵

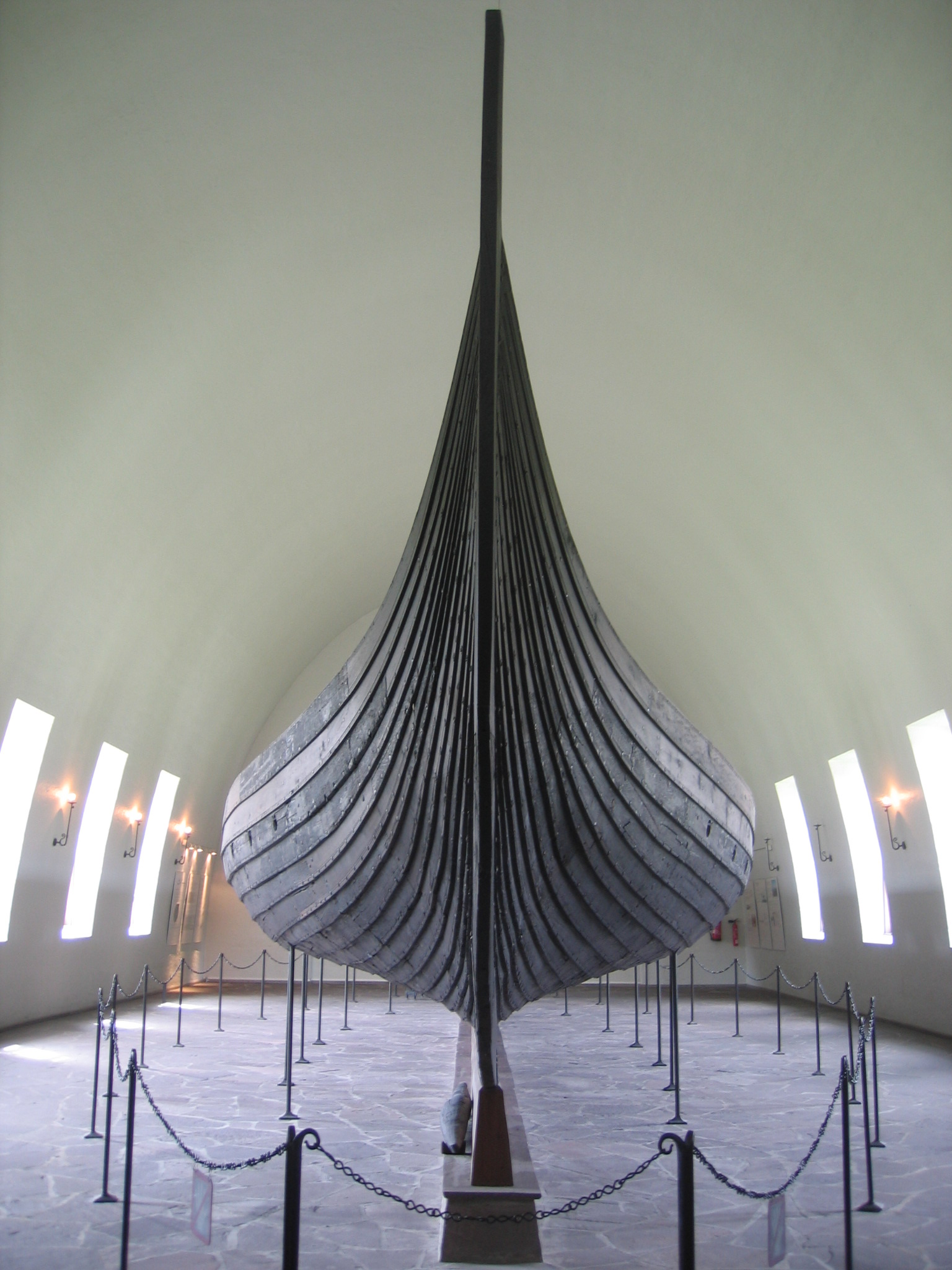
노르웨이 베스트폴주의 배무덤에서 발굴된 곡스타드 배.

랑스킵(고대 노르드어: Langskip)은 노르드인(흔히 바이킹이라고도 하는)들이 교역, 무역, 탐험, 전쟁 등의 용도로 바이킹 시대에 사용한 선박 형태다. "랑(lang)"은 길다(영어: long)는 뜻이고 스킵(skip)은 배(영어: ship)이라는 뜻이다. 석기시대에 처음 만들어진 우미악 같은 조잡한 것이 랑스킵 형태의 시초로, 이후 수백년 간 발전을 거쳐 6세기에 클링커식 이음이 발명되었다. 바이킹들의 랑스킵의 형태가 완성된 것은 9세기에서 13세기 사이로, 이때 형성된 북유럽의 조선 전통은 오늘날까지도 영향을 끼치고 있다. 랑스킵은 전체가 목재로 만들어졌고, 양모를 직조한 천으로 돛을 달았으며 선체에는 다양한 무늬가 새겨졌다.
랑스킵은 길고 날씬하며 가벼운 배로, 흘수가 얕고 움직임이 날랬다. 흘수가 얕았기 때문에 수심이 1 미터 밖에 안 되는 물에서도 좌초하지 않고 움직일 수 있었고 이는 바이킹이 바다뿐 아니라 강을 거슬러 오르내린 원동력이 되었다. 이물과 고물은 대칭꼴을 이루어 앞뒤가 따로 없는데, 이는 빙산이나 해빙 같은 위험요소가 산재한 북방의 수역에서 유사시에 선체를 선회하지 않고 바로 방향을 바꿀 수 있게 하기 위함이다. 랑스킵은 현측 전체에 걸쳐 노가 빽빽하게 들어차 있었으며, 주로 이 노를 사용해 인력 추진을 했고 돛은 후기형태에서부터 나타나기 시작한다. 바이킹 랑스킵의 평균적인 속력은 5-10 노트(시속 9.3-18.5 킬로미터) 정도였고, 양호한 환경에서 낼 수 있는 최대 속력은 15 노트(시속 28 킬로미터) 정도였다.
랑스킵이 전쟁에 거의 필수적으로 동원되기는 했지만 주로 병력 수송용으로 사용되었지 싸움배는 아니었다. 랑스킵은 체급에 따라 카르비, 스네캬(Snekkja), 스케이드(skeið), 드레카르(Drekar) 등으로 나뉘었다.